# Psilotreta bidens
Psilotreta bidens är en nattsländeart som beskrevs av Wolfram Mey 1995. Psilotreta bidens ingår i släktet Psilotreta och familjen böjrörsnattsländor. Inga underarter finns listade i Catalogue of Life.